# Associazione Calcio Isola Liri 2008-2009
Questa pagina raccoglie le informazioni riguardanti l'Associazione Calcio Isola Liri nelle competizioni ufficiali della stagione 2008-2009.

## Rosa
| N. |                     | Ruolo | Calciatore            |
| -- | ------------------- | ----- | --------------------- |
|    | Italia (bandiera)   | C     | Giovanni Barchiesi    |
|    | Italia (bandiera)   | D     | Domenico Bombara      |
|    | Italia (bandiera)   | C     | Luca Brunetti         |
|    | Lituania (bandiera) | C     | Orestas Buitkus       |
|    | Italia (bandiera)   | D     | Alessandro Cagnale    |
|    | Italia (bandiera)   | A     | Enrico Cirelli        |
|    | Italia (bandiera)   | A     | Sasha Cori            |
|    | Italia (bandiera)   | C     | Girolamo D'Alessandro |
|    | Italia (bandiera)   | A     | Antonio D'Avanzo      |
|    | Italia (bandiera)   | C     | Alessio D'Imporzano   |
|    | Italia (bandiera)   | D     | Matteo Dolcemascolo   |
|    | Italia (bandiera)   | D     | Danilo Fiorini        |
|    | Italia (bandiera)   | C     | Luca Galuppi          |

| N. |                   | Ruolo | Calciatore          |
| -- | ----------------- | ----- | ------------------- |
|    | Italia (bandiera) | C     | Angelo Giacalone    |
|    | Italia (bandiera) | C     | Antonino La Cava    |
|    | Italia (bandiera) | C     | Andrea Luciani      |
|    | Italia (bandiera) | D     | Antonio Mastrantoni |
|    | Italia (bandiera) | C     | Diego Matrisciano   |
|    | Italia (bandiera) | C     | Nunzio Mollo        |
|    | Italia (bandiera) | D     | Michele Pagano      |
|    | Italia (bandiera) | A     | Gaetano Pignalosa   |
|    | Italia (bandiera) | A     | Cristian Ranalli    |
|    | Italia (bandiera) | D     | Claudio Risi        |
|    | Italia (bandiera) | D     | Simone Sannibale    |
|    | Italia (bandiera) | P     | Matteo Tomei        |
|    | Italia (bandiera) | A     | Loris Tortori       |